# Дартс
Дартс (на английски: Darts) е вид игра, или по-скоро поредица от взаимосвързани игри, в които играчите хвърлят къси стрелички по кръгла мишена, окачена на стената. Въпреки че в миналото са се използвали различни видове мишени и правила, сега с термина дартс обикновено се обозначава стандартизирана игра с определена конструкция на мишената и ясни правила.
Играта се е зародила преди няколко столетия на Британските острови. Дартс е традиционна игра за пъбовете на Великобритания, Холандия, скандинавските страни, Съединени американски щати и др. Освен това дартс се играе и на професионални състезания.

## Мишена
Мишената за дартс обикновено се изготвя от естествени материали (хартия, корк). Секциите на мишената се разделят една от друга с жица. Мишената е разделена на сектори, които са надписани с числата от 1 до 20.

### Височина на мишената и разстояние до нея
В стандартната игра центърът на мишената трябва да е на височина 1,73 метра (5 фута, 8 дюйма) от пода, а разстоянието от мишената до линията, от която играчите мятат стреличките e 237 см (5,6 фута, 7,25 инча/дюйма) хоризонтално от основата на мишената или 293,4 см (9 фута 7,5 инча/дюйма) от центъра на мишената.

## Правила
Стандартната мишена е разделена на двадесет номерирани секции, обикновено обозначени с черен и жълт (бял) цвят. В центъра се намира т.нар. „булс ай“ (на английски: bull's eye, окото на бика, „точно в центъра“), попадението в което се оценява с 50 точки, обкръжено със зелено кръгче (25 точки). Външното тясно кръгче означава удвояване на числото от сектора, вътрешното тясно кръгче означава утрояване на числото от сектора. И външното и вътрешното тясно кръгче традиционно се оцветява в червен и зелен цвят.
Попадането на стреличката извън тясното външно кръгче не носи точки. Ако стрелата не се задържи на мишената след хвърлянето, това също не носи точки.
Обикновено точките се пресмятат, след като играчът хвърли 3 стрелички. След това е ред на другия играч.
Максимално възможният резултат от 3 хвърляния е 180 точки (ако играчът попадне и с трите стрелички във вътрешното тясно кръгче на сектор 20).

## Стандартни игри

### 301/501
Всеки от играчите (отборите) започва играта с 301 точки (вариант – 501 точки). След всяко хвърляне, от този резултат се изважда „спечеления“ брой точки, докато някой от играчите не остане с нула. Играта завършва задължително с уцелване на сектор „удвояване“ или „Булс ай“ така, че полученото количество точки да намали сметката до нула. („Булс ай“ се брои за двойно 25).
Ако играчът е получил повече точки, отколкото за нулево завършване на играта, (или сметката става единица), то всички три последни хвърляния не се зачитат и сметката остава такава, каквато е била преди серията хвърляния, довела до надхвърляне на сметката или единица. Максимумът е 180 точки
Всяка игра на 301 се нарича лег. Три лега правят сет (играта се играе до три победи в леговете). За краен победител се счита този, който спечели предварително съгласуван между играчите брой „сетове“.

### Рунд
Правилата на играта се свеждат до това, последователно да се уцелят сектори от 1 до 20, след това „удвояване“ и „утрояване“ на 20-и сектор, и да се завърши играта с попадение в „Бул ай“ на мишената. Ако в серията хвърляния всички три с
достигнат целта (например: 1, 2, 3 или 12, 13, 14 и т.н.), хвърлящият получава правото да продължи играта извънредно (получава допълнителен ред). За място за попадение се зачита целия сектор, включително отрязъците „Удвояване“ и „Утрояване“.
Победител е играчът, пръв уцелил „Бул ай“.

### Всички петици
Със серии хвърляния с по три стрелички играчите се стремят да наберат максимален брой точки, кратен на 5. Серия хвърляния, резултат от която е сума от точки, която не е кратна на 5 не се зачита. Числото 5 дава 1 точка, 10 – 2 точки, 50 – 10 точки и т.н.
Победител е този, който първи набере 51 точки.
В играта действа правилото за печелене на извънреден ред.

### Двадесет и седем
Всеки играч първоначално получава 27 точки. С първите три стрелички трябва да се уцели „Удвояване“ на сектор 1. При това всяко попадение в целта носи по 2 точки (1х2). Ако нито една от стреличките не е попаднала в „Удвояване“ на сектор 1, то от общия брой точки (27) се отнемат 2 точки (1х2).
Със следващите три стрелички трябва да се уцели „Удвояване“ на сектор 2. Всяко попадение носи 4 точки (2X2). Ако нито една стреличка не е попаднала „Удвояване“ на сектор 2, то от наличните точки се вадят 4 (2х2).
Аналогично играта продължава по всичките 20 сектора на мишената. Победител е този, който след хвърлянето по „Удвояване“ на сектора 20 са останали най-много точки.
Играчът, който по време на играта остане с по-малко от 1 точка отпада от играта.

### Хиляда
Зачита се уцелването единствено на „Бул ай“ и „Зеления кръг“. Играчите започват с нула точки и ги набират получавайки със серии изстрели с по три стрелички, като се отчитат само уцелените „50“ и „25“.
Победител е първият, събрал 1000 точки.
В играта действа правилото за печелене на извънреден ред.

### Пет живота
С хвърлянето на три стрелички трябва да се наберат повече точки, отколкото е събрал предния играч (поне с 1 точка повече). Изключение се прави само при 180 точки. Всеки играч може да „сгреши“ 5 пъти. На шестия отпада от играта. Тази игра най-добре се играе с 5-6 играчи.

### Сектор 20
В играта „Сектор 20“ играчът хвърля 30 пъти (10 серии с по 3 стрелички), като се старае да събере възможно най-голям сбор точки, уцелвайки „Сектор 20“ на мишената. Попаденията в „Удвояване“ се броят за 40 точки, в „Утрояване“ за 60 точки.
Стреличките, не попаднали в „Сектор 20“ не носят точки.